# Sathrochthonius crassidens
Espèce
Sathrochthonius crassidens est une espèce de pseudoscorpions de la famille des Chthoniidae.

## Distribution
Cette espèce est endémique de Nouvelle-Galles du Sud en Australie,.

## Publication originale
- Beier, 1966 : On the Pseudoscorpionidea of Australia. Australian Journal of Zoology, vol. 14, p. 275-303.